# Маунт Лебанон (Пенсилванија)
Маунт Лебанон (енгл. Mount Lebanon) град је у америчкој савезној држави Пенсилванија.

## Демографија
По попису из 2000. године број становника је 33.017.
| Група             | 2000.          | 2010.    |
| Белци             | 31.569 (95,6%) | 0 (0,0%) |
| Афроамериканци    | 202 (0,6%)     | 0 (0,0%) |
| Азијати           | 757 (2,3%)     | 0 (0,0%) |
| Хиспаноамериканци | 263 (0,8%)     | 0 (0,0%) |
| Укупно            | 33.017         | 0        |